# Liste der Biografien/Nay
Liste der Biografien |
Portal Biografien |
Personensuche
# |
A |
B |
C |
D |
E |
F |
G |
H |
I |
J |
K |
L |
M |
N |
O |
P |
Q |
R |
S |
T |
U |
V |
W |
X |
Y |
Z |
?
 
Na |
Nb |
Nc |
Nd |
Ne |
Nf |
Ng |
Nh |
Ni |
Nj |
Nk |
Nl |
Nm |
Nn |
No |
Nr |
Ns |
Nt |
Nu |
Nv |
Nw |
Nx |
Ny |
Nz
 
Naa |
Nab |
Nac |
Nad |
Nae |
Naf |
Nag |
Nah |
Nai |
Naj |
Nak |
Nal |
Nam |
Nan |
Nao |
Nap |
Naq |
Nar |
Nas |
Nat |
Nau |
Nav |
Naw |
Nax |
Nay |
Naz
Die Liste der Biografien führt alle Personen auf, die in der deutschsprachigen Wikipedia einen Artikel haben. Dieses ist eine Teilliste mit 76 Einträgen von Personen, deren Namen mit den Buchstaben „Nay“ beginnt.

## Nay
- Nay, Alessia (* 1995), Schweizer Mountainbikerin
- Nay, Ernst Wilhelm (1902–1968), deutscher Maler
- Nay, Fabio (* 1989), Schweizer Radiomoderator
- Nay, Giusep (* 1942), Schweizer Jurist, Bundesrichter (1989–2006)
- Nay, Joe (1934–1990), deutscher Jazzmusiker
- Nay, Jonas (* 1990), deutscher Schauspieler und MusikerJonas Nay (* 1990)

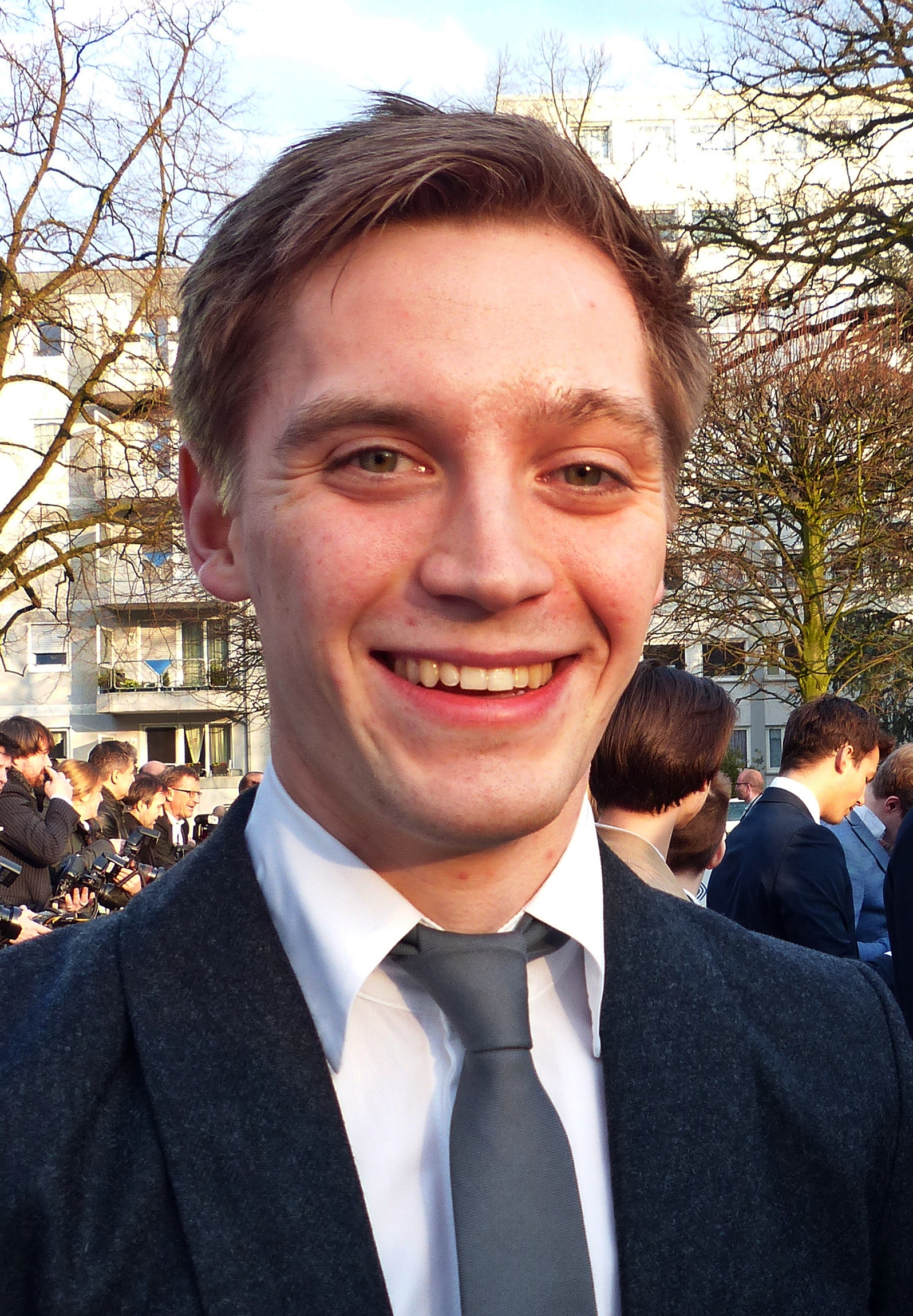
Jonas Nay (* 1990)

- Nay, Reto (* 1962), Schweizer römisch-katholischer Priester, Exeget und Internetaktivist
- Nay, Robert (1956–1992), australischer Schwimmer
- Nay, Sebastian (1966–2023), deutscher Jazzmusiker

### Naya
- Naya, Carlo (1816–1882), italienischer Fotopionier
- Naya, Guillermina (* 1996), argentinische Tennisspielerin
- Naya, José (1896–1977), uruguayischer Fußballspieler
- Nayah (* 1960), französische Sängerin
- Nayak, Anand (1942–2009), indisch-schweizerischer Missions- und Religionswissenschaftler
- Nayak, Sarat Chandra (* 1957), indischer Geistlicher, Bischof von Berhampur
- Nayan († 1287), Prinz der Borjigin Königsfamilie des mongolischen Reiches
- Nayanar, E. K. (1919–2004), indischer Politiker (CPI(M)), Chief Minister von Kerala
- Nayap Kinin, Eduardo (* 1956), peruanischer Soziologe, Theologe sowie Politiker (Gana Perú)
- Náyar Parada, Guido (* 1962), bolivianischer Politiker
- Nayar Sosa, Laura Luisa (* 1995), bolivianische Politikerin, Zweite Vizepräsidentin des Abgeordnetenhauses
- Nayar, Abhishek (* 1983), indischer Cricketspieler
- Nayar, Kuldip (1923–2018), indischer Journalist, Kolumnist und Buchautor
- Nayar, Shree K. (* 1963), indisch-amerikanischer Computeringenieur
- Nayar, Vineet (* 1962), indischer Manager

### Nayb
- Naybet, Noureddine (* 1970), marokkanischer Fußballspieler

### Nayc
- Nayci, Ogul (* 1993), deutscher Schauspieler

### Nayd
- Naydenova, Albena (* 1953), bulgarisch-österreichische Musikwissenschaftlerin und Sängerin (Sopran)
- Naydowski, Hans-Joachim (* 1936), deutscher Politiker (SPD), MdBB

### Naye
- Nayed, Aref Ali (* 1962), libyscher Diplomat und Hochschullehrer
- Nayeon (* 1995), koreanische Popsängerin und Mitglied der Girlgroup TwiceNayeon (* 1995)

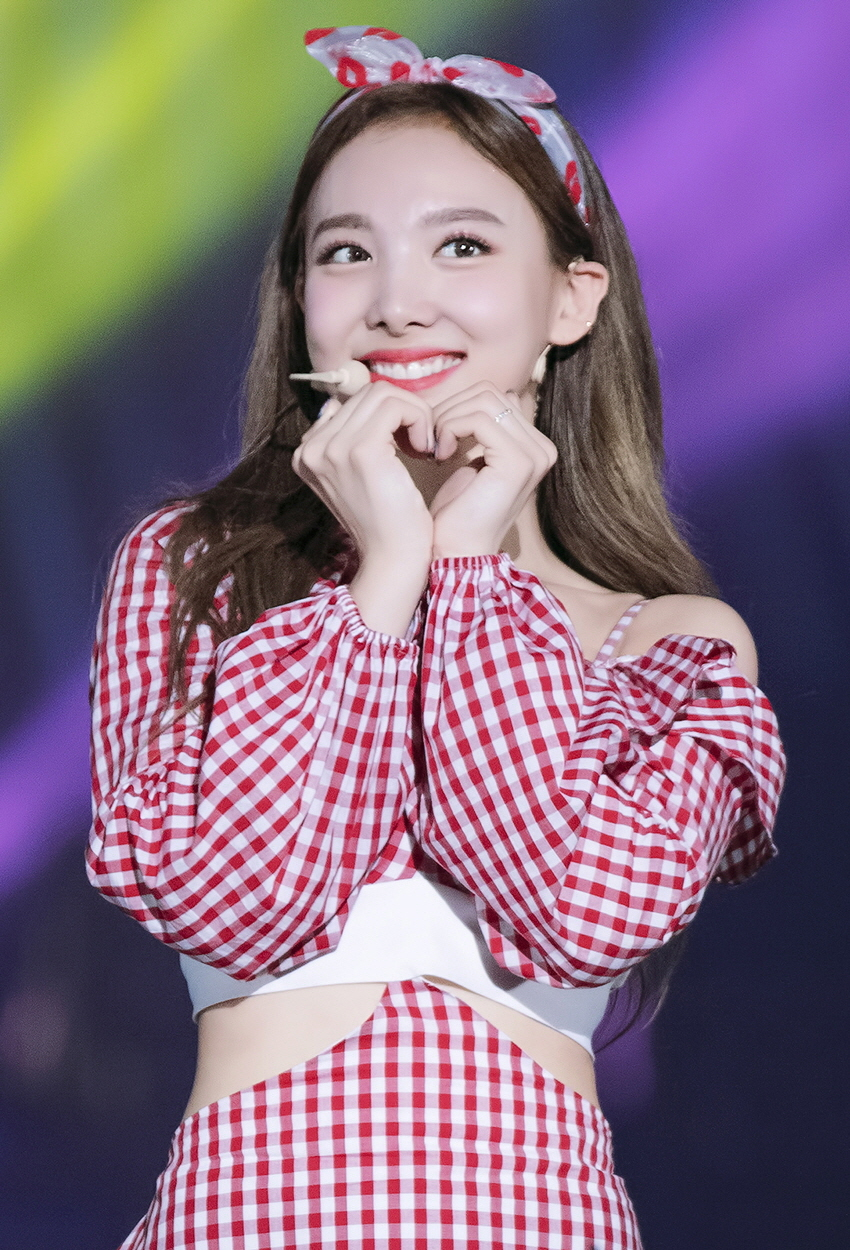
Nayeon (* 1995)

- Nayer (* 1988), US-amerikanische Sängerin
- Nayeri, Dina (* 1979), iranisch-US-amerikanische Schriftstellerin

### Nayf
- Nayfeh, Ali H. (1933–2017), US-amerikanischer Ingenieur und Angewandter Mathematiker

### Nayh
- Nayhauss, Hans-Christoph Graf von (* 1940), deutscher Literaturwissenschaftler
- Nayhauß, Tamara Gräfin von (* 1972), deutsche Fernsehmoderatorin
- Nayhauß-Cormons, Julius Cäsar von (1821–1908), deutscher Rittergutsbesitzer und Politiker (Zentrum), MdR
- Nayhauß-Cormons, Mainhardt Graf von (1926–2021), deutscher Journalist und Buchautor
- Nayhauß-Cormons, Sabine Gräfin von (* 1942), deutsche Journalistin
- Nayhauß-Cormons, Stanislaus von (1875–1933), deutscher Offizier und politischer Aktivist

### Nayi
- Nayim (* 1966), spanischer Fußballspieler
- Nayina, Steven Sumani, ghanaischer Politiker
- Nayır, Mehmet Reşat (1911–1992), türkischer Fußballspieler und -trainer
- Nayir, Umut (* 1993), türkischer Fußballspieler
- Nayis, Philoxenos Mattias (* 1977), Metropolit der Syrisch-Orthodoxen Kirche in DeutschlandPhiloxenos Mattias Nayis (* 1977)

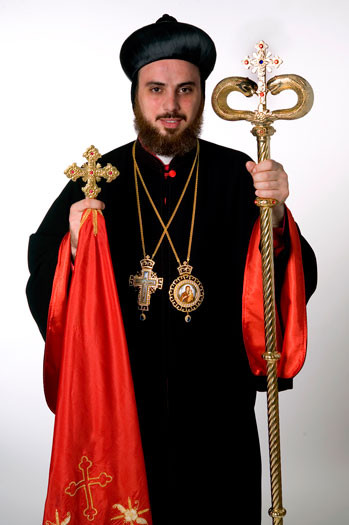
Philoxenos Mattias Nayis (* 1977)

### Nayl
- Nayler, Erin (* 1992), neuseeländische Fußballtorhüterin
- Nayler, James (1618–1660), englischer Quäker-Prediger
- Nayler, Ray (* 1976), US-amerikanischer und kanadischer Science-Fiction-Autor
- Naylor, Ashley (* 1960), englischer Squashspieler
- Naylor, Bernard (1907–1986), englischer Komponist, Organist und Dirigent
- Naylor, Brian (1923–1989), britischer Autorennfahrer
- Naylor, Charles (1806–1872), US-amerikanischer Politiker
- Naylor, Edward W. (1867–1937), britischer Organist, Komponist und Musikpädagoge
- Naylor, Frederick (1881–1949), britischer Schwimmer
- Naylor, Gavin J. P. (* 1960), britischer Molekularbiologe und Ichthyologe
- Naylor, George (* 1885), deutscher Wirtschaftsführer
- Naylor, Gloria (1950–2016), amerikanische Schriftstellerin
- Naylor, Guillermo (1884–1976), argentinischer Polospieler
- Naylor, Jacqui, US-amerikanische Singer-Songwriterin
- Naylor, John (1838–1897), britischer Organist und Komponist
- Naylor, Lee (* 1971), australische Leichtathletin
- Naylor, Lee (* 1980), englischer Fußballspieler
- Naylor, Marie (1856–1940), englisch-britische Künstlerin und Suffragette
- Naylor, Martin (1944–2016), britischer Bildhauer
- Naylor, Mya-Lecia (2002–2019), britische Schauspielerin
- Naylor, Richard Harold (1889–1952), britischer Astrologe und Journalist
- Naylor, Zoe (* 1977), australische Schauspielerin

### Naym
- Naymark, Lola (* 1987), französische Schauspielerin

### Nayo
- Nayoungim (* 1966), südkoreanische Künstlerin

### Nayr
- Nayrac, Paul (1899–1973), französischer Neurologe

### Nays
- Naysmith, Anne (1937–2015), britische Pianistin
- Naysmith, Gary (* 1978), schottischer Fußballspieler

### Nayy
- Nayyar, Harsh, Schauspieler aus Indien
- Nayyar, Kunal (* 1981), indischer SchauspielerKunal Nayyar (* 1981)

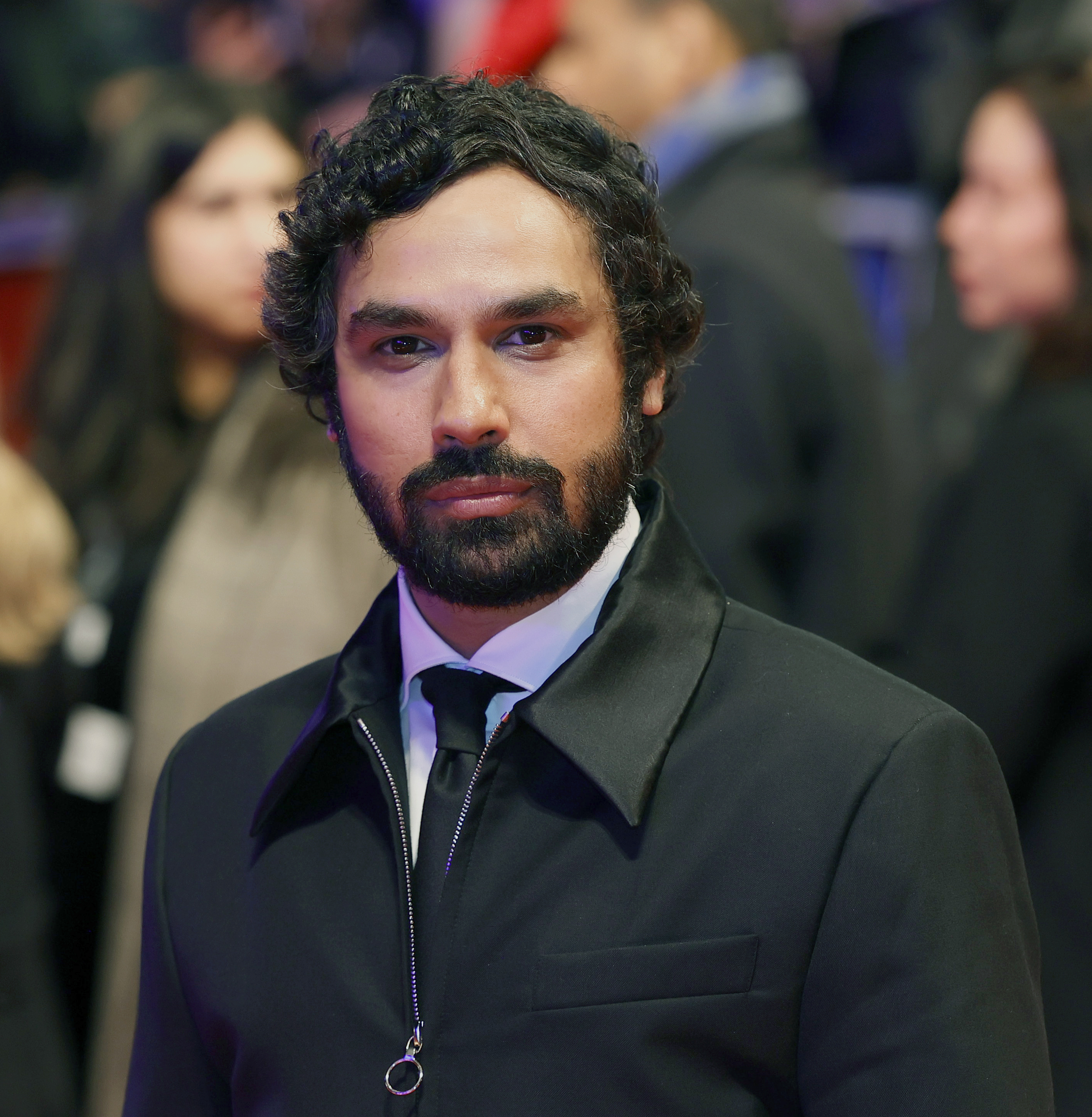
Kunal Nayyar (* 1981)

- Nayyar, Omkar Prasad (1926–2007), indischer Filmmusikkomponist
- Nayyar, Sahil (* 1993), indisch-kanadischer Snookerspieler
- Nayyeri, Abbas (1925–2020), persischer Diplomat